# پائولا باراکو
پائولا باراکو (به انگلیسی: Paula Baracho) (زادهٔ ۳۱ ژوئیهٔ ۱۹۸۱) شناگر اهل برزیل است.